# Nøgleord
Nøgleord (eng. keywords) er indenfor datalogi, reserverede ord i et programmeringssprog.
Alle programmer er opbygget af forskellige symboler, som hver især har en bestemt teknisk betydning. Nøgleord er valgt af sprogdesigneren og er en del af programmeringssprogets definition. En programmør må i de fleste programmeringssprog ikke anvende disse nøgleord til navngivning af f.eks. variable eller funktioner.
Eksempler på reservede ord i programmeringssproget Java:
| Software | Spire Denne artikel om software og programmering er en spire som bør udbygges. Du er velkommen til at hjælpe Wikipedia ved at udvide den. |